# Charles Dauner
Charles C. Dauner (* 5. Januar 1912 in Elmhurst, Queens; † 21. März 1993 in Rocky Point, Suffolk County) war ein US-amerikanischer Handballspieler.

## Leben und Karriere
Dauner gehörte auf Vereinsebene dem German Sport Club aus Brooklyn an. Mit der US-amerikanischen Nationalmannschaft nahm er am olympischen Feldhandballturnier 1936 teil und wurde lediglich im zweiten Spiel gegen Deutschland (1:29) eingesetzt.